# Avenida de la Liberté
La Avenida de la Liberté (en francés: Avenue de la Liberté, literalmente Avenida de la Libertad) es una calle en la ciudad de Luxemburgo, en el sur del país europeo de Luxemburgo. La avenida es una arteria vial de sentido único, con cuatro carriles de transporte de tráfico desde el norte del barrio Gare, al sur de ese sector, en la estación de tren de Luxemburgo.
En su extremo norte, la Avenida de la Libertad se encuentra con el Puente Adolfo, que toma el tráfico a través del valle del Pétrusse uniéndose al Bulevar Royal en el centro de la ciudad, en la Ville Haute. Una cuarta parte del camino de la carretera, pasa a lo largo del lado este de la Plaza de los Mártires, frente a lo que es la sede de ArcelorMittal, el mayor fabricante de acero del mundo. En el sur, la calle llega a la estación central de la ciudad, por lo cual se convierte en la Plaza de la Gare, parte de la N3.